# Маньпупунёр
Столбы́ выве́тривания (устар. «мансийские болваны») — геологический памятник в Троицко-Печорском районе Республики Коми России, представляющий собой комплекс семи останцов высотой от 30 до 42 метров.  Находятся на территории Печоро-Илычского заповедника на плоской горе (плато) Маньпупунёр (Мань-Пупу-нёр на языке манси — «малая гора идолов»), в междуречье рек Илыч и Печоры. В 2008 году признаны одним из семи чудес России.
Памятник состоит из массивного отдельно стоящего останца и шести столбов поменьше, выстроившихся в ряд у края обрыва. Останцы из наиболее твёрдых серицито-кварцитовых сланцев возникли при разрушении Уральских гор благодаря воздействию ветра и осадков.
На языке коми гора называется Болвано-из, то есть «гора идолов». С «болванами» как объектами культа манси связаны многочисленные легенды. В традиционной культуре местных жителей, подниматься на эту гору считается кощунством.
Столбы выветривания обзорно демонстрируются в титрах в начале советского художественного фильма «Тайна золотой горы», снятого в 1985 году.

## Туризм
Столбы выветривания находятся довольно далеко от обитаемых мест, на территории Печоро-Илычского заповедника. Добраться до столбов могут только подготовленные туристы. Для посещения территории заповедника требуется получить пропуск у его администрации.
Победа в конкурсе «Семь чудес России» прославила столбы и сделала их популярными у туристов. Добираются они до плато по четырём основным маршрутам:
- Со стороны Республики Коми, через кордоны заповедника — смешанный маршрут (автомобильный, водный, пеший).
- Пеший маршрут со стороны Пермского края или Свердловской области (обычно с посещением перевала Дятлова, горы Отортен и истока реки Печоры). Аналогичный автомобильный маршрут был в 2004 году запрещён администрацией Печоро-Илычского заповедника и Ивдельского заказника (через территорию которых он пролегал).
- Вертолётные туры как летом, так и зимой (на плато оборудована вертолётная площадка).
- Лыжный маршрут с восточной стороны, от трёхречья.

## Топографические карты
- Лист карты P-40-71,72 Печорский  Заповедник. Масштаб: 1 : 100 000. Указать дату выпуска/состояния местности.